# Меланезійська прогресивна партія
Меланезійська прогресивна партія — політична партія Вануату. На парламентських виборах 6 липня 2004 року партія отримала 4 місця (на 2 більше, ніж на попередніх) з 52. Незважаючи на низьке представництво у парламенті, партія є важливим учасником формування коаліційних урядів з 1990-их років. Засновником та найвідомішим членом партії є колишній прем'єр-міністр країни Барак Сопе.